# Bình Sơn, Anh Sơn
Bình Sơn là một xã thuộc huyện Anh Sơn, tỉnh Nghệ An, Việt Nam.
Xã Bình Sơn có diện tích 27,31 km², dân số năm 1999 là 4.290 người, mật độ dân số đạt 157 người/km².